# Steven Cheung
Steven Cheung Chi-hang (nacido el 10 de noviembre de 1984) es un cantante y actor de Hong Kong. Steven Cheung fue miembro del dúo cantopop, Boy'z entre 2002-2006, donde William Chan se unió al grupo y cambió de nombre por Sun Boy'z. Fue disuelto oficialmente en diciembre de 2008.

## Carrera
Cheung nació y se crio en Hong Kong, su madre es holandesa y padre chino. 
Cheung nunca tuvo un talento académico. Aunque fracasó estrepitosamente en la escuela y repitió el mismo grado escolar tres veces, antes de abandonar sus estudios. Él y su hermano menor Ryan Chung, se convirtieron en modelos para la marca "JamCast", bajo impacto de su hermana, Jan Chung. Más adelante su hermana fue aceptada por la empresa Emperor Entertainment Group, mientras que Chung se convirtió miembro del dúo musical Krusty. 
Cheung comenzó su carrera en la industria del entretenimiento, con Kenny Kwan, para formar parte de la banda Boy'z entre 2002 a 2005. Cuando Kwan dejó a Boy'z, en enero de 2005, continuó su carrera musical como dúo con Dennis Mak. En junio de 2006, William Chan, se unió al grupo y Boy'z, cambió de nombre por Sun Boy'z. Cheung siguió adelante con su grupo hasta que fue disuelta en 2008.  
En 2003, Cheung comenzó a filmar películas con Kenny Kwan y apareció en una serie de películas de bajo presupuesto.
En 2009, Cheung y Kenny Kwan, se reunieron de nuevo para refundar el dúo Boy'z.

## Filmografía
- The Death Curse (2003)
- Fantasia (2004)
- Papa Loves You (2004)
- New Police Story (2004) [cameo]
- 6 AM (2004)
- Bug Me Not! (2005)
- Moments of Love (2005)
- A Chinese Tall Story (2005)
- 49 Days (2006)
- Isabella (2006)
- The Knot (China 2006)
- McDull, The Alumni (2006) (cameo)
- Goodbye...Luisa (2006)
- Twins Mission (2007)
- The Haunted School (2007)
- Super Fans (2007)
- Yes, I Can See Dead People (2008)[1]
- A Decade of Love (2008)
- All's Well, Ends Well 2009 (2009)
- The Jade and the Pearl (2010)
- Lan Kwai Fong (2011)
- The Midas Touch (2013)

## Series de televisión
- All About Boy'z
- Hearts Of Fencing [cameo]
- Sunshine Heartbeat [cameo]
- Kung Fu Soccer
- Life Off Stage
- Supreme Fate [Steven@Boy'z]
- Star City
- Til Love Do Us Lie (2011)
- Joyous Marshal
- Sniper Standoff (2013)
- Never Dance Alone (2014)

## Discografía
As Boy'Z:
2003:
- LaLa 世界
- LaLa 世界 (第二版)
- 一起喝采
- A Year to Remember (AVEP)

2004:
- A Year To Remember (3rd Version)
- Boy'zone 男生圍
- Boy'zone (Version 2)
- Boy'z Can Cook
- Joy to the World Christmas Hits (Box Set with Twins, Yumiko Cheng and Isabella Leong)

2005:
- 星Mobile超時空接觸演唱會
- 八星報囍賀賀囍 (CD with Twins, Yumiko Cheng, Isabella Leong, Deep Ng and Don Li)

2006
- Sun Boy'z - Sun Boy'z (EP)
- Say Goodbye [Isabella Leong ft. Steven Cheung]

2007
- Sun Boy'z - All For 1
- Sun Boy'z - First Date (初次約會)

2011
- Boy'z - Ready to Go